# 4. Sinfonie (Klughardt)
Die Sinfonie Nr. 4 c-Moll op. 57 ist eine 1890 von August Klughardt komponierte Sinfonie, die er 1892 veröffentlichte.

## Beschreibung
Hermann Kretzschmar schrieb in seinem Führer durch den Concertsaal über die Sinfonie:

„Die vierte Sinfonie Klughardts (C-moll, op. 57) ist eine der beachtenswertesten und fesselndsten Stimmungssinfonien, die wir in der neuesten Zeit erhalten haben. Der Löwenanteil ihres seelischen Inhalts und der künstlerischen Ausführung fällt auf den ersten Satz, der, in ähnlicher Weise wie das in dem Doppelkonzert und in anderen Werken von Brahms der Fall ist, die übrigen fast in den Schatten stellt. Er entrollt ein Bild nach Klärung und nach Freiheit ringender Gefühle, ein Bild in dem harte Kämpfe und freundliche Hoffnungen einander gegenüberstehen. Die größte musikalische Macht offenbart der Komponist in der zweiten Hälfte der Durchführung, wo ihm erschütternde und rührende Töne gleich treffend im ersten Augenblick kommen. Der vollen Wirkung des Satzes steht die verwickelte und in Beiwerk verhüllte Natur des Hauptthemas etwas entgegen. Einer der schönsten Momente bildet das mutige, aufhellende Hornthema.
Der zweite Satz hat eine Choralweise zur Grundlage. In ihrem Frieden bricht da ein Mittelsatz hinein, wild und dämonisch; doch erfolglos. Die Freiheit der Erfindung und des Entwurfs, die ein Kennzeichen dieses ganzen Andantes ist, äußert sich am schönsten am Schluss dieser dramatischen Episode mit dem Eintritt des Cellothemas.
Der dritte Satz (Presto) ist ein Scherzo nach dem Muster Beethovens und mit ungesuchten Anklängen an ihn. Aus dem von Hörnern eingeleiteten Trio spricht die vorzügliche Begabung für edle volkstümliche Weisen, die auch Klughardts Opern auszeichnen.
Dasselbe Marschnersche Talent äußert sich in dem Marschsatz, der den Hauptteil des Finales ausmacht; in höhere Kreise hebt ihn eine kunstvolle, hier und da mit der von Klughardt gern aufgesuchten Fugenform arbeitende Behandlung. Die dämonischen Geister der Dichtung sprechen noch einmal herrisch aus der langsamen Einleitung des Satzes, die in seinen Verlauf noch einige Mal übergreift und die als der bedeutendste Abschnitt des Finales gelten muss.“

## Partitur
Seiten 1 bis 6:
|  |  |  |  |  |  |